# G区元素
g區元素包括扩展元素周期表中第8週期的第121-138号元素以及第9週期的第171-188号元素，本區的所有元素目前均尚未被發現。本區的元素預計其新增加的電子將填入g軌域，故稱此區塊為g區。預測週期表中從第8週期開始的每個週期都將各有18個g區元素，然而根據計算不具电荷的原子之原子序最大可达到173，而其后的元素必须以离子的形态才能存在，所以根据电子组态分区将变得毫无意义，故第9周期的173号元素（Ust）以后的g区元素可能只在理论上成立。
第8週期的g區元素包括Ubu、Ubb、Ubt、Ubq、Ubp、Ubh、Ubs、Ubo、Ube、Utn、Utu、Utb、Utt、Utq、Utp、Uth、Uts、Uto，和第8週期的f區元素合稱為超錒系元素（superactinides）。
第9週期的g區元素包括Usu、Usb、Ust、Usq、Usp、Ush、Uss、Uso、Use、Uon、Uou、Uob、Uot、Uoq、Uop、Uoh、Uos、Uoo。